# 亡念之扎姆德
亡念之扎姆德是主要由BONES負責，Aniplex和Sony Computer Entertainment協力製作的Web动画。

## 概要
首次在PlayStation 3上獨占發佈的網絡动画。與E3展覽同步，Sony於2008年7月16日在美國PlayStation網路上初賣。日本PlayStation網路於2008年9月24日开始初賣，12集以前每星期播出2集，从13集开始每周播出一集。日本版各話HD版400日圆、SD版300日圆。预定26話。
以初次觀看起3天（72小時）為單位的出租形式販售。與普通的出租錄像相比起來價錢較貴，這是因為製作者想要保持高品質HD動畫的製作品質而作出的決策。在美國播出的第一周，《亡念之扎姆德》成為了E3中PlayStation網絡上下載次數最多的影像製品。獲選為2009年第十三屆日本新媒體動漫藝術節動畫部門推薦作品。

## 劇情
竹原明之是一名被油泥海包圍的小島－尖端島上的普通學生，本應擁有平凡的生活，卻被卷入巴士爆炸事件，成為數名寄生了『蛭子』的人類之一，並以『亡念之扎姆德』的身份蘇醒出現在世人面前。為了拯救因為暴走而逐漸失去自我的『扎姆德』，『特希克』族紅髮少女娜琪亞美把明之帶到她寄住的贊巴尼（ザンバニ）號上，通過和各種各樣的船員共同生活和工作來教授明之與『扎姆德』共存的方式

## 登場人物

### 主要人物
竹原明之（聲優：阿部敦）
居住在尖端島的男高中生，獨子。巧妙的維持著分居中的父母之間冷戰的局面，和青梅竹馬的西村晴關係不錯。但認為像母親或姐姐一樣卻又身為同班同學的晴是難應付的類型。因為巴士爆炸事件而被蛭子（ヒルコ）附身成為扎姆德。在失去意識暴走的對峙人形兵器的時候被娜琪亞美挽救，隨後被帶至贊巴尼號進行扎姆德的修行。
西村晴（聲優：折笠富美子）
明之的青梅竹馬和同班同學。雖然明之並沒有過分依賴她，但是她單純的覺得不能放任不管，經歷了巴士爆炸事件之後，開始領悟到自己的真實感情。正在學習心武道，是體育萬能，成績優秀的優等生。在看到古市的改變後決心與過去的自己道別，但卻又不知如何面對突然回到尖端島的明之。
娜琪亞美（聲優：三瓶由布子）
通過聆聽『扎姆德』和『人形兵器』的心聲從而壓抑其暴走狀態的『人形使』。贊巴尼号中乘坐被稱為的小型飛行器進行偵查任務的偵查員。直覺敏銳，不太喜歡表露感情。身上流著特希克一族的血液，一直試圖留意自己民族的走向，並試圖拯救他們。

### 尖端島住民
寺岡古市（聲優：立花慎之介）
明之與晴的好友，心武道的學生。當明之離開尖端島之後和晴一起加入了極東自治區（軍隊），想成為保護尖端島的軍人。對晴抱有好感。後因對明之的嫉妒日益加深而逐漸改變行事作風，在強迫自己過度的進行訓練之後身體開始變異。
實際上自從巴士爆炸事件時開始身上也被植入了蛭子，後來因為憎恨才激發了自身的能力。在明之再度回到島上後的一連串事件的末尾，仿佛看穿了一切一般，在軍隊的圍捕時，用變為紮姆德的手砍掉了自己的頭顱而自殺。
西村碧（聲優：藤村歩）
西村晴的妹妹。曾在事故中留下腿部的後遺症，行動不算方便，雖然外表活潑但是總擔心自己是否成為他人的累贅。後來因為西村晴對軍方的背叛和阿紮米被汗馬禮藏以禮相待的關係而成為軍方對人形兵器的研究中實驗品。
竹原龍藏（聲優：石塚運昇）
竹原明之的父亲，前北方政府陆军外科医生。從軍時曾经历過一個大的挫折，此後退伍返回尖端岛並開啟了一個小診所。與妻子和兒子明之分開居住。喜歡喝酒。秘密的治療著納茲娜。
竹原芙莎（聲優：早水理沙）
竹原明之的母亲。對龍藏的自理能力感到失望而帶著兒子在別處獨居，但是平時還對龍藏的生活有著一定程度的照料。
西村仁一郎（聲優：津久井教生）
西村姊妹的父親。
笹村奶奶（聲優：森夏姫）
總是在竹原診療所治療腰痛的老奶奶。有著對龍藏投擲橘子後說「好球」的特徵。

### 贊巴尼号船員
紅皮伊舟（聲優：玉井夕海）
《緋紅革命》的作者，國際郵政船贊巴尼号的船長，被船員稱讚為黑髮美女的可靠類型。數年前從澤甘德那收留了娜琪亞美之後，就像對待妹妹一樣對待這個時不時會任性的小孩。兩年前角股雷魚離開的時候還沒有戴眼鏡，再次見面時雷魚以為她戴的是老花鏡。
角股雷魚（聲優：藤原啟治）
為數不多能看見金剛塔的人之一。五年前在北方政府第十一禁漁區「伊甸尤鄉」發生的朝聖船爆炸事件中得到了蛭子，在瀕臨石化的邊緣被娜琪亞美撿回。娜琪亞美所救的第一個『扎姆德』。再次登船時是個滿臉鬍子的大叔，但是剃了鬍子之後也算是帥哥，和各個船員的關係都十分親密。像自己身體的一部分一樣珍惜著重要的寫魂機（相機）。最後在金剛塔裡拯救紅皮伊舟而死。
阿姆（聲優：濱田賢二）
贊巴尼号的船員之一，是一位腕力極佳沉默寡言的主要驾驶员。
阿克西巴（聲優：小西克幸）
贊巴尼号的船員之一。暗戀娜琪亞美。奔跑速度很快，因此擔任送信的工作。
檜丸（聲優：水澤史繪）
雲波的儿子。與小箱關係很好，把阿姆當作自己的父親一般看待，長大後珍惜角股雷魚的遺物寫魂機（相機）。
小箱（聲優：井上麻里奈）
和娜琪亞美一樣是战争孤儿。在船上像是檜丸的姐姐一樣，平時幫助處理船上的郵件。
吉賽爾大叔（聲優：納谷六朗）
贊巴尼号的整備工程師。很少说话。不擅長與人交往。喜歡喝酒。
雲波（聲優：桑島法子）
負責船上的飲食和經營管理，檜丸的單身母親，魯伊空教的信徒，要求在進食之前合十並以「感謝神明賜予我們豐盛的食物」來祈禱，如有不聽勸告的就會遭到毆打。
天心大人（聲優：堀絢子）
駝背的神秘尼姑。一直尋求「扎姆德到底在探求何物」的答案。
羅巴
和明之一樣在尖端島捡回来的宠物，特别可爱。喜欢吃团子。

### 極東自治区軍
垣巢凍二郎（聲優：松本保典）
17年前巴拉多戰役中倖存的戰士。極東自治區的領導人，官階為中佐。母親是尖端島人，但是並未在尖端島成長過，曾被竹原龍藏所救，最後被竹原龍藏開槍擊中頭部，目前正在昏迷中。
普羅伊斯・斯卡奇（聲優：根谷美智子）
垣巢凍二郎的秘書。
汗馬礼藏（聲優：清川元夢）
特希克人，協助垣巢中佐進行對紮姆德的研究，他的腳傷是假裝的能夠正常行走。

### 其他
楊格（聲優：本城雄太郎、入野自由（成長後））
在北方政府管轄內的一個村落中苟活的少年，雙親在一次火車爆炸事件中死去，他也在那時被種上了蛭子，而成為了扎姆德。是為數不多沒有變成石頭的扎姆德之一。因為捲入與村民的鬥爭而被娜琪亞美所救，隨後跟隨娜琪亞美一起尋找特希克的村落。
影童子（聲優：古谷徹）
突然在失去記憶的明之身邊出現的神秘黑影，真實身分是希洛肯皇帝。
聖諾瓦（聲優：麻生美代子）
魯伊空教的教主，因為被北方政府追捕，而隱居到被成為龍宮的邊境地帶。並且一直在指引白髮的少年少女們在世界各地撒下扎姆德的種子。
納茲娜（聲優：松来未祐）
尖端島上出現的白发少女，持有能將人變成扎姆德的神秘物質。
混入尖端島的校車而引發巴士爆炸事件，導致明之等人被蛭子侵蝕而變成紮姆德。後來被龍藏的戰友，現任的尖端島司令官趁轉移給軍方管理之前交給龍藏。並一直在龍藏的私人診所裏療養。並且似乎在睡夢中和不慎被擒的阿紮米交流。
阿紮米（聲優：菅沼久義）
以地形師的身份出現的少年，被南大陸軍擒拿後帶到極東自治區參與對人形兵器的實驗。在被關押的地窖中利用魯伊空教的神秘儀式影響著尖端島上的人。
須磨子（聲優：土井美加）
可以看到影童子的坐在輪椅上的婦人。從人販子手上買下了喪失記憶的明之，以為他的兒子垣巢凍二郎已經戰死。
澤甘德（聲優：麦人）
特希克族人，想要復興一族而遊走各地。養育過幼年時的娜琪亞美，並且和她之間有著複雜的牽絆。
庫吉蕾卡（聲優：朴璐美）
擁有太陽之髮的少女，特希克一族的領袖，娜琪亞美的妹妹。

## 用語
蛭子
被認為是無法出生的靈魂的集合體，沒有更加詳細的資料。明之因為被『蛭子』侵蝕而獲得了變身成為『扎姆德』的能力。
扎姆德
被『蛭子』寄生後的人變身後的姿態，除了明之變身的『亡念之扎姆德』之外也似乎有其他的『扎姆德』，如果停止『思考』身體就會被紫色的水晶狀礦物覆蓋，直至全身石化。
人形兵器
作為北方政府主要戰力的生物兵器，原本是包含了人類的生物，同樣被『蛭子』所寄生。
特希克
大陸北方的民族，因為70年前的戰亂而失去了自己的家園，散佈在世界各地。而在迫害中幸存下來的特希克族人，打算從北方政府的手中奪回聖地，而統領他們的是擁有太陽之髮的女人庫吉蕾卡。
魯伊空教
因為教主的突然失蹤而消亡的宗教，雖然是不復存在的宗教但是在各地還依舊擁有著不少信奉著教條的人民。
金剛塔
並不是所有人都能看的到的神秘的建築物，北方的人民似乎把它當成是神聖的象徵。值得一提的是故事中能夠看到金剛塔的人包括和北方的神秘宗教似乎完全沒有關係的西村晴(西村春)。

## 音樂
本動畫的音樂由擔任過電視動畫《鋼之鍊金術師》和電影《哥斯拉》、《失樂園》等影片的音樂製作的製作。

### 片頭曲
- 「Shut Up And Explode」 — Boom Boom Satellites的第六章專輯「Exposed」

(Sony Music Records/gr!8 records)

### 片尾曲
- 「Vacancy」 — Kylee

這是剛剛由Sony Music出道的新人Kylee(DefSTAR Records)在2008年10月17日通過美國的iTunes Store發行的一張數碼單曲。該曲在日本市場上將以和另外兩首歌曲「Justice」和「Plan B」捆綁製作的單曲「VACANCY」的形式在2008年12月3日發行。

## 制作人员
- 原作：BONES
- 導演：宮地昌幸
- 動畫監製：奥村正志
- 人物設計：倉島亞由美
- 扎姆德設計：橋本誠一
- 機械設計：山根公利
- 人型兵器設計：水畑健二
- 美術監督：青井孝
- 色彩設計：
- 撮影監督：宮原洋平
- 編集：坂本久美子
- 音響監督：
- 音樂：大島滿

## 各集标题
| 話数         | 中文标题                                   | 日文标题                                                 | 脚本             | 分鏡               | 演出               | 作画監督                                                                       |
| ------------ | ------------------------------------------ | -------------------------------------------------------- | ---------------- | ------------------ | ------------------ | ------------------------------------------------------------------------------ |
| 1            | 扎姆德現身于煙靄之中                       |                                                          | 宮地昌幸、清水恵 | 宮地昌幸           | 宮地昌幸           | 倉島亜由美、橋本誠一                                                           |
| 2            | 尖端岛 思考停止                            |                                                          | 宮地昌幸         | 宮地昌幸           | 三宅和男           | 倉島亜由美、橋本誠一                                                           |
| 3            | 伪装 国际郵遞船                            |                                                          | 清水恵           | 宮地昌幸           | 池添隆博           | 永作友克、水畑建二                                                             |
| 4            | 迴響在世間的種種耳鳴                       |                                                          | 清水恵           | 宮地昌幸           | 徳土大介、村田直樹 | 前田清明、倉島亜由美                                                           |
| 5            | 调停者 煽動者                              |                                                          | 清水恵           | 宮地昌幸           | 徳土大介           | 関口亮輔、永作友克、金田尚美                                                   |
| 6            | 晴和极东自治区                             |                                                          | 野村祐一         | 大橋誉志光         | 原口浩             | 塚本知代美、阿部慎吾                                                           |
| 7            | 耸立 背负的是生命还是猫股                  |                                                          | 清水恵           | 寺東克己           | 宮原秀二           | 真庭秀明、岡山聡                                                               |
| 8            | 诘腹岭 猎杀人形                            |                                                          | 清水恵           | 村田和也           | 安藤正臣           | 室井康雄、水畑健二                                                             |
| 9            | 水灵灵的角股雷鱼                           |                                                          | 野村祐一         | 原口浩             | 綿田慎也           | 関口亮輔、原田峰文、倉島亜由美、橋本誠一、数井浩子                             |
| 10           | 斩断过去                                   |                                                          | 清水恵           | 大橋誉志光         | 篠崎康行           | 芳賀亮                                                                         |
| 11           | 袭击 赞巴尼号                              |                                                          | 野村祐一         | 橫沢啓             | 野村和也           | 板津匡覽、押山清高                                                             |
| 12           | 黑暗中綻放的花朵                           |                                                          | 清水恵           | 博多正壽           | 立仙裕俊           | 倉島亞由美、大貫健一、繁田享、松井誠                                           |
| 13           | 只能赤腳奔跑                               |                                                          | 野村祐一         | 寺岡巌             | 宮繁之             | 真庭秀明                                                                       |
| 14           | 太過蔚藍的天空                             |                                                          | 野村祐一         | 大桥誉志光         | 矢吹勉             | 塚本知代美、阿部慎吾                                                           |
| 15           | 沉睡不醒的靈魂                             |                                                          | 清水恵           | 寺東克己           | 安藤正臣           | 水畑健二                                                                       |
| 16           | 途中的季節墜下火焰                         |                                                          | 清水恵           | 成田歲法           | 中村圭三           | 大城勝                                                                         |
| 17           | 羔羊與朦朧之月                             |                                                          | 野村祐一         | 博多正壽           | 中川聰             | 橋本誠一、李政權                                                               |
| 18           | 從那裏看到了什麼                           |                                                          | 野村祐一         | 宮繁之             | 篠崎康行           | 倉島亞由美、秋田英人、金榮範                                                   |
| 19           | 偶發 羅曼史的開花                          |                                                          | 野村祐一         | 宮地昌幸、宮下新平 | 徳土大介           | 関口亮輔、倉島亜由美                                                           |
| 20           | 淚流 散離的相遇                            |                                                          | 清水恵           | 野村和也           | 野村和也           | 野村和也、金田尚美、橋本誠一、倉島亜由美                                       |
| 21           | 潛入禁獵區『哭了就是認輸』芙莎一直都這麼想 | 禁猟区潜入 『泣いたら負けだ』 フサはずっとそう思っていた | 野村祐一         | 寺東克己           | 安藤正臣           | 大城勝                                                                         |
| 22           | 凍二郎與龍藏                               | 凍二郎とリュウゾウ                                       | 大野木寛         | 宮繁之             | 宮繁之             | 倉島亜由美、永作友克、池添隆博 小田多恵子、千葉茂                              |
| 23           | 希魯肯皇帝的誕生                           | 誕生 ヒルケン皇帝                                        | 大野木寛         | 矢吹勉             | 矢吹勉             | 小澤円、廣田俊輔、橋本誠一、小原渉平                                           |
| 24           | 邂逅亡魂                                   | 亡き魂の邂逅                                             | 野村祐一         | 寺東克己           | 篠崎康行           | 田村篤、水畑健二                                                               |
| 25           | 娜琪亞美與聖諾瓦                           | ナキアミとサンノオバ                                     | 野村祐一         | 野村和也           | 徳土大介           | 奥村正志、関口亮輔、橋本誠一                                                   |
| 26（最終話） | 大石像與少女                               | 大きな石と少女                                           | 野村祐一         | 徳土大介           | 野村和也 宮地昌幸  | 倉島亜由美（キャラ作画） 橋本誠一（メカ作画） 田村篤、廣田俊輔（作画監督補佐） |

- 所有中文翻译都以字面意思为准，纯正的翻译需以该集内容做为参考。

### 電視撥映
| 放送地域   | 放送局             | 放送期間                       | 放送日時                 | 放送系列   | 備考                |
| ---------- | ------------------ | ------------------------------ | ------------------------ | ---------- | ------------------- |
| 近畿廣域圏 | 毎日放送 (MBS)     | 2009年4月11日 - 2009年10月3日  | 土曜 26時28分 - 26時58分 | TBS系列    | アニメシャワー第2部 |
| 東京都     | TOKYO MX           | 2009年4月15日 - 2009年10月7日  | 水曜 23時30分 - 24時00分 | 独立UHF局  |                     |
| 中京廣域圏 | 中部日本放送 (CBC) | 2009年4月15日 - 2009年10月14日 | 水曜 26時00分 - 26時30分 | TBS系列    | あにせん            |
| 日本全域   | BS11               | 2009年10月10日 - 2010年4月3日  | 土曜 23時00分 - 23時30分 | BSデジタル | ANIME+              |

## BD／DVD
| 卷數 | 發行日期       | 收錄話數       | 規格編號  | 規格編號  |
| 卷數 | 發行日期       | 收錄話數       | BD        | DVD       |
| ---- | -------------- | -------------- | --------- | --------- |
| 1    | 2009年7月22日  | 第1話－第2話   | ANSX-9101 | ANSB-9101 |
| 2    | 2009年8月26日  | 第3話－第5話   | ANSX-9102 | ANSB-9102 |
| 3    | 2009年9月30日  | 第6話－第8話   | ANSX-9103 | ANSB-9103 |
| 4    | 2009年10月28日 | 第9話－第11話  | ANSX-9104 | ANSB-9104 |
| 5    | 2009年11月25日 | 第12話－第14話 | ANSX-9105 | ANSB-9105 |
| 6    | 2009年12月23日 | 第15話－第17話 | ANSX-9106 | ANSB-9106 |
| 7    | 2010年1月27日  | 第18話－第20話 | ANSX-9107 | ANSB-9107 |
| 8    | 2010年2月24日  | 第21話－第23話 | ANSX-9108 | ANSB-9108 |
| 9    | 2010年3月24日  | 第24話－第26話 | ANSX-9109 | ANSB-9109 |